# DN69
DN69 (Drumul Național 69) este un drum național care face legătura între muncipiile Timișoara și Arad. Are o lungime totală de 46 km.

## Traseu
- km 0  - Timișoara 
  - km 8 - intersecție cu DJ692 spre Sânandrei
  - km 18 - intersecție cu DC39 și DC56 Cornești - Murani
- km 24 - Orțișoara, intersecție cu DJ693
- km 26 - limita județului Arad
- km 30 - Vinga
- km 38 - Șagu
- km 46 - Arad